# Mastinomorphus misionensis
Mastinomorphus misionensis is een keversoort uit de familie Phengodidae. De wetenschappelijke naam van de soort is voor het eerst geldig gepubliceerd in 1950 door Wittmer.